# Powellton
Powellton é uma Região censo-designada localizada no estado norte-americano de Virgínia Ocidental, no Condado de Fayette.

## Demografia
Segundo o censo norte-americano de 2000, a sua população era de 1796 habitantes.

## Geografia
De acordo com o United States Census Bureau tem uma área de
92,0 km², dos quais 92,0 km² cobertos por terra e 0,0 km² cobertos por água. Powellton localiza-se a aproximadamente 288 m acima do nível do mar.

## Localidades na vizinhança
O diagrama seguinte representa as localidades num raio de 16 km ao redor de Powellton.